# Аборты в Аргентине

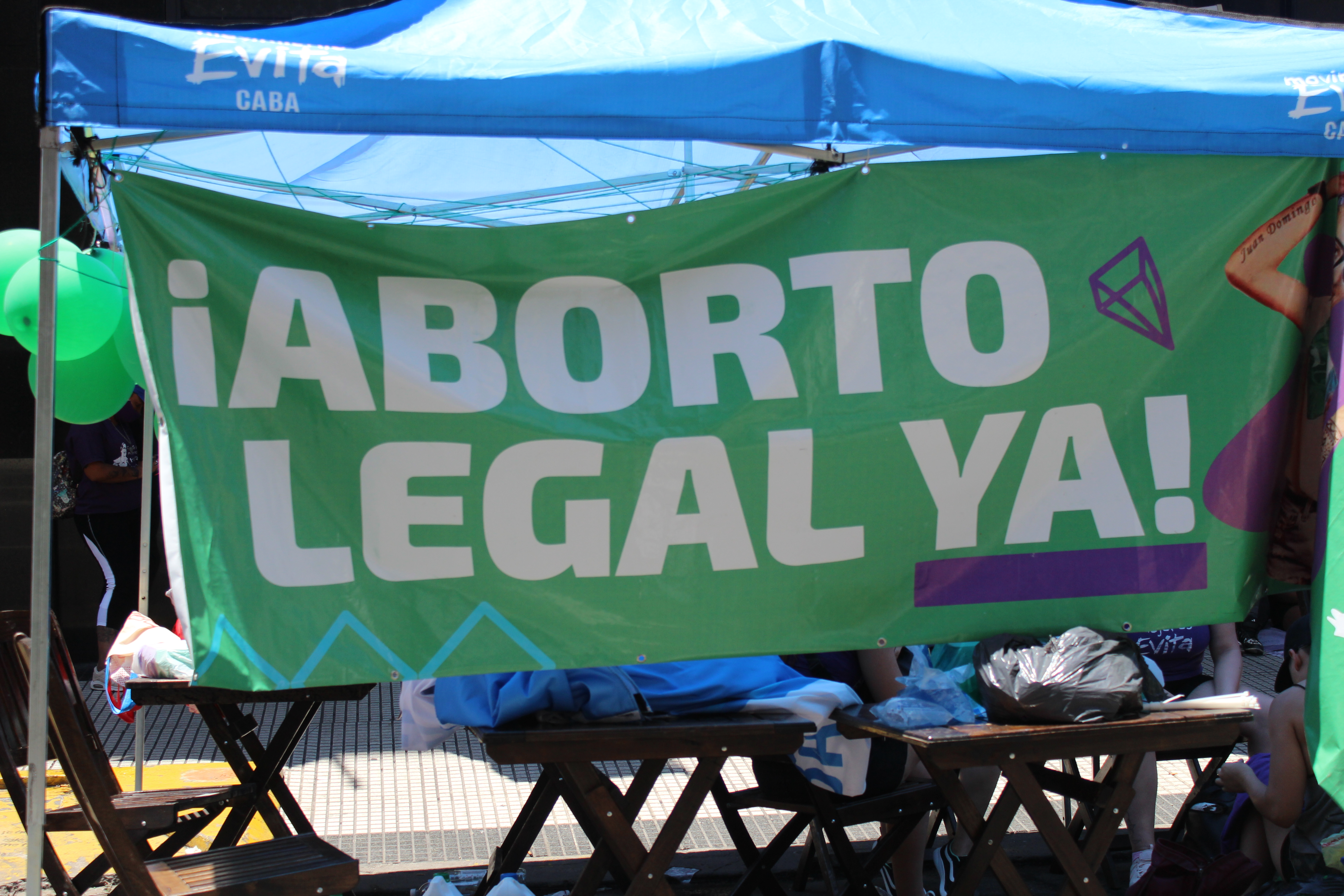
Баннер с лозунгом «Легальный аборт — сейчас» перед зданием парламента во время дебатов в декабре 2020 года

Закон, разрешающий аборты в Аргентине без ограничений до 14-й недели беременности, был принят Сенатом Аргентины 30 декабря 2020 года. По закону после 14-й недели беременности будет разрешено прерывание беременности, если беременность наступила в результате изнасилования или угрожает здоровью женщины. Закон предусматривает, что стоимость процедуры будет возмещена в государственных больницах. Аргентина — крупнейшая страна в Южной Америке, легализовавшая прерывание беременности.
Проект легализации закона об абортах впервые был подан в 2018 году. Он был направлен в Палату депутатов, но не получил большинства в Сенате. Новый президент Аргентины Альберто Фернандес, избранный в 2019 году, сделал принятие закона по этому вопросу одним из приоритетов. 11 декабря 2020 года закон получил большинство в Палате депутатов. 30 декабря 2020 года Сенат принял законопроект, 38 сенаторов высказались за, 29 — против, 1 воздержался.
Подсчитано, что в 2016 году 40 000 женщин были госпитализированы из-за осложнений, возникших в результате незаконных абортов, примерно 65 человек умерли в период с 2016 по 2018 год в результате этих осложнений.
Легализация доступа к абортам считается успехом феминистского общественного движения «Ni una menos», которое с 2015 года организовывало акции протеста против насилия над женщинами и с требованием легализации абортов.